# Sandra Reemer
Barbara Alexandra "Sandra" Reemer (17 d'octubre del 1950 – 6 de juny del 2017) va ser una cantant i presentadora de televisió indonesioneerlandesa. Va representar tres vegades els Països Baixos al Festival de la Cançó d'Eurovisió, el 1972, el 1976 i el 1979.
El 1972 va cantar la cançó Als het om de liefde gaat junts amb Andres i van acabar en quartè lloc. El 1976, va participar sola amb la cançó The Party's Over, que va acabar en novè lloc. El 1979 va participar amb la cançó Colorado, que va acabar en dotzè lloc. També va ser corista pels Països Baixos al Festival de la Cançó d'Eurovisió 1983.
Sandra Reemer va morir el 6 de juny del 2017 després d'una batalla contra el càncer de mama.